# فريزر أننغ
وليام فريزر أننغ (بالإنجليزية: Fraser Anning)‏ (من مواليد 14 أكتوبر 1949) هو سياسي أسترالي وسيناتور في كوينزلاند منذ 10 نوفمبر 2017، وهو حاليًا مستقل. انتخب لعضوية مجلس الشيوخ بعد إعادة فرز الأصوات بشكل خاص عن طريق إقالة السناتور مالكولم روبرتس عن حزب الأمة الواحدة الذي وجد أنه غير مؤهل لاختياره عضوا في مجلس الشيوخ بسبب وضعه كمواطن مزدوج.
يحمل أننغ وجهات نظر يمينية متطرفة ومناهضة للهجرة، وقد واجه انتقادات لبعض تصريحاته حول الإسلام، بما في ذلك استخدامه لمصطلح «الحل الأخير» في خطابه والبيان الصادر عنه بعد فترة وجيزة من إطلاق النار في مسجدي كرايستشيرش في نيوزيلندا، والذي ألقى باللوم عليهم على «برنامج الهجرة الذي سمح للمتعصبين المسلمين بالهجرة»، وهذا المصطلح استخدمه سابقا أيضا.
وفي اليوم التالي أي في 16 مارس/آذار 2019، قام شاب أسترالي يدعى ويليام كونولي بكسر بيضة على رأسه بسبب البيان الصادر عنه.